# Spera, Trento
Spera är en ort och frazione i kommunen Castel Ivano i provinsen Trento i regionen Trentino-Sydtyrolen i Italien. 
Spera upphörde som kommun den 1 januari 2019 och bildade med de tidigare kommunerna Strigno och Villa Agnedo den nya kommunen Castel Ivano. Den tidigare kommunen hade 583 invånare (2015).